# ジーン・ネグレスコ
ジーン・ネグレスコ（Jean Negulesco、1900年2月26日 - 1993年7月18日）は、ルーマニア系アメリカ人の映画監督である。

## 生涯
ルーマニアのクラヨーヴァで生まれる。
1930年代にアメリカ映画業界に入り、1941年に初長編監督映画『Singapore Woman』が公開される。
1948年の『ジョニー・ベリンダ』でアカデミー監督賞にノミネートされる。
1993年7月18日にスペインのマルベーリャで亡くなる。

## 監督作品
- Singapore Woman (1941)
- 仮面の男 The Mask of Dimitrios (1944)
- 復讐!反ナチ地下組織/裏切り者を消せ The Conspirators (1944)
- 三人の波紋 Three Strangers (1946)
- Nobody Lives Forever (1946)
- ユーモレスク Humoresque (1946)
- Deep Valley (1947)
- 深夜の歌声 Road House (1948)
- ジョニー・ベリンダ Johnny Belinda (1948)
- The Forbidden Street (1949)
- さすらいの涯 Under My Skin (1950)
- 三人の帰宅 Three Came Home (1950)[4]
- Take Care of My Little Girl (1951)
- The Mudlark (1951)
- 嵐を呼ぶ太鼓 Lydia Bailey (1952)
- ジャングルの逃亡者 Lure of the Wilderness (1952)
- Phone Call from a Stranger (1952)
- Scandal at Scourie (1953)
- タイタニックの最期 Titanic (1953)
- 百万長者と結婚する方法 How to Marry a Millionaire (1953)
- 愛の泉 Three Coins in the Fountain (1954)
- ニューヨークの女達 Woman's World (1954)
- 雨のランチプール The Rains of Ranchipur (1955)
- 足ながおじさん Daddy Long Legs (1955)
- The Dark Wave (1956)
- 島の女 Boy on a Dolphin (1957)
- ある微笑 A Certain Smile (1958)
- 愛の贈物 The Gift of Love (1958)
- 愛ふたたび Count Your Blessings (1959)
- 大都会の女たち The Best of Everything (1959)
- すてきなジェシカ Jessica (1962) 兼製作
- マドリードで乾杯 The Pleasure Seekers (1964)
- ハロー・グッドバイ Hello-Goodbye (1970)
- The Invincible Six (1970)